# Återtagandeförbehåll
Återtagandeförbehåll innebär att en säljare har förbehåll att under vissa förutsättningar kunna ta tillbaka en vara om köparen inte fullgjort betalningen av varan i tid. Säljaren har på det viset en bättre säkerhet för sin betalning.
Återtagandeförbehållet som säkerhetsform skiljer sig åt från exempelvis panträtt i lös egendom och retentionsrätt genom att säkerheten i egendomen består även om gäldenären (köparen) inte är avskuren rådighet från egendomen. För att förbehållet ska vara sakrättsligt giltigt krävs
1. att det varit uppställt vid överlåtelsen,
2. att det inneburit ett förbud för gäldenären att förfoga över egendomen och
3. att köpet varit "allvarligt menat".

Således anses det inte möjligt att ställa upp återtagandeförbehåll avseende exempelvis konsumtionsvaror eller varor som köparen kommer sälja vidare innan de slutbetalats. En lösning på problemet är så kallad à conto-försäljning, där gäldenären förskottsbetalar en liten del av lagret och sedan fortlöpande i takt med sin försäljning "köper loss" ytterligare delar av lagret. Härvid krävs för bibehållen separationsrätt vid en eventuell konkurs hos gäldenären, i enlighet med principen om specialitet, att den betalda egendomen på något sätt hålls avskild från övriga, ännu ej slutbetalda, lagret.

## Rättsfall
Frågan om giltigt återtagandeförbehåll varit för handen återfinns i NJA 1959 s. 590, NJA 1974 s. 660 samt NJA 1974 s. 376.
- A sålde en personbil till B. Innan bilen hade betalts, sålde B den i sin tur till C. I mål mot C om bättre rätt till bilen, alternativt skadestånd, gjorde A sannolikt att han till följd av ett återtagandeförbehåll ägde bättre rätt till bilen. Yrkande av A om kvarstad på bilen till tryggande av hans rätt enligt förbehållet har bifallits.[1]
- Godtrosförvärv på exekutiv auktion har medfört att ägareförbehåll upphört att gälla.[2]

## Återtaganderätt vid avbetalningsköp mellan näringsidkare
Avbetalningsköp som sluts mellan näringsidkare i deras yrkesmässiga verksamhet regleras av lagen (1978:599) om avbetalningsköp mellan näringsidkare.
Med avbetalningsköp avses avtal om köp av vara, om
1. betalningen skall erläggas i särskilda poster, varav minst en sedan varan har lämnats ut till köparen, och
2. avtalet innehåller villkor som ger säljaren möjlighet att återtaga varan om köparen ej fullgör sin del av avtalet.[4]

Förbehåll om återtaganderätt får göras gällande endast om
- köparen sedan mer än fjorton dagar är i dröjsmål med att erlägga förfallen och ej preskriberad del av kreditfordran som uppgår till mer än en tiondel av hela kreditfordran eller
- köparen genom att åsidosätta i förbehållet angiven förpliktelse på grund av avbetalningsköpet har äventyrat säljarens säkerhet i varan.[5]

Om köparen innan varan återtas erlägger belopp som inte har betalats i rätt tid jämte dröjsmålsränta och ersättning för säljarens kostnader i anledning av dröjsmålet, får säljaren ej återta varan på grund av dröjsmålet.
Vill säljaren utnyttja rätt att återta vara, ska avräkning göras mellan honom och köparen.

## Godtrosförvärv
Godtrosförvärv kan omintetgöra återtagningsrätten, vilket framgår av NJA 1985 s 304 där A sålde en husvagn på kredit under förbehåll om återtaganderätt. Husvagnen utmättes hos B och såldes på exekutiv auktion till C. Vid den exekutiva auktionen iakttogs ej bestämmelserna i 9 kap 10 § utsökningsbalken till skydd för A:s återtaganderätt. Av A anförda besvär med yrkande om upphävande av auktionen ogillades, eftersom C förvärvat husvagnen och fått den i sin besittning i god tro.

## Finansbolags återtaganderätt
I ett avbetalningskontrakt rörande köp av en personbil har säljaren uppställt ett förbehåll om återtagande. Samma dag som säljaren undertecknar kontraktet överlät säljaren samtliga rättigheter enligt kontraktet på ett finansbolag. Detta fick rätt att återta bilen enligt konsumentkreditlagens regler enligt Hovrätten för Västra Sverige.
Ansökan mot gäldenär om verkställighet av exekutionstitel som grundats på avtal om kreditköp av vara med återtagandeförbehåll har inte utgjort hinder mot att kreditgivaren, när denne inte fått full betalning för sin fordran, riktar anspråk mot person som förvärvat varan från gäldenären. 
I målet hade köparen inte fullgjort sina betalningar i tid. Han hade dessutom sålt varan (en motorcykel) vidare till en person. Finansbolaget som förgäves sökt utmätning hos köparen väckte då talan mot personen.
Högsta domstolen har i NJA 2007 s 501 funnit att hinder inte förelåg att stämma personen med krav på betalning av restskulden. Kunde denne visa god tro hade finansbolagets talan inte kunnat bifallas men den frågan prövades aldrig i detta mål.

## Fotnoter
1. ↑  NJA 1989 s. 304
2. 1 2  NJA 1985 s. 304
3. ↑  Lagen (1978:599) om avbetalningsköp mellan näringsidkare m.fl.
4. ↑  1 § 2 stycket (1978:599)
5. ↑  7 § (1978:599)
6. ↑  8 § (1978:599)
7. ↑  9 § (1978:599)
8. ↑  RH 2006:43
9. ↑  NJA 2007 s. 501